# Asia orientale
L'Asia orientale è una regione dell'Asia.
In base alla ripartizione del mondo effettuata dalle Nazioni Unite, è una delle macroregioni in cui è divisa l'Asia e include cinque Stati riconosciuti dall'Organizzazione stessa:
- Mongolia
- Cina
  -  Hong Kong[2]
  -  Macao[2]
- Corea del Nord
- Corea del Sud
- Giappone

a cui aggiungere lo Stato ex membro ONU:
- Taiwan

L'ONU nella sua ripartizione a fini statistici considera separatamente Hong Kong (ex-colonia britannica) e Macao (ex-colonia portoghese), ora regioni amministrative speciali della Cina, ma non nomina Taiwan che de facto è uno Stato indipendente ma essendo rivendicato dalla Cina (membro permanente del Consiglio di sicurezza delle Nazioni Unite) viene considerato parte di essa.